# Петя Шопова
Петя Борисова Шопова е български политик от БСП.

## Биография
Родена е на 16 февруари 1951 г. в град Пазарджик. През 1973 г. завършва право в Софийския университет. От 1973 до 1990 г. работи като адвокат. 80 те години работи, като преподавател по право в Средно милиционерско училище „Ф. Е. Дзержински“, гр. Пазарджик. Член на БСП до ноември 1993 г. Народен представител е в XXXVI до XXXVIII НС, като между 1997 и 2001 е заместник-председател на XXXVIII НС. По това време е заместник-председател и на Българската евролевица. Напуска партията поради несъгласие с политиката на председателя ѝ Александър Томов. От 2001 г. пак започва да работи като адвокат, като същевременно преподава по криминология в Русенския университет. По-късно става доцент по криминология.